# Hain (Langenwetzendorf)
Hain ist ein Ortsteil von Langenwetzendorf im Landkreis Greiz in Thüringen.

## Geographie
Hain liegt im Thüringer Schiefergebirge in der Nähe von Hohenleuben am Ostufer der durch die Leubatalsperre aufgestauten Leuba.

## Geschichte
Hain wurde erstmals 1462 urkundlich erwähnt. Der Name weist auf eine deutsche Gründung hin, die auch durch das Ortsbild und die Fluranlage bestätigt wird. Der nahe gelegene „Tempel von Hain“ ist eine im 12. oder 13. Jahrhundert entstandene Wallanlage. In Urkunden von 1577 und 1590 die den Besitz der nahegelegenen Burg und Pflege Reichenfels regeln, wird ein Abraham von Hayn genannt. Später gehörte der Ort zum Herrschaftsbereich des Hauses Reuß, wobei er zuletzt der älteren Linie unterstand, ehe er 1920 an Thüringen kam. Am 1. Oktober 1922 wurde Hain mit dem Nachbarort Lunzig zur Gemeinde Lunzig-Hain zusammengeschlossen. Zum 1. April 1924 wurden beide Orte wieder eigenständig. Anfang der 1980er-Jahre wurden einige Gebäude des Ortes durch die Stauung der Leuba überflutet. Am 31. Dezember 2013 wurde Hain ein Ortsteil der Gemeinde Langenwetzendorf. Die Verwaltungsgemeinschaft Leubatal wurde gleichzeitig aufgelöst.

### Entwicklung der Einwohnerzahl
| - 1933– 78 - 1939– 87 - 1994 – 58 - 1995 – 61 - 1996 – 59 - 1997 – 55 | - 1998 – 60 - 1999 – 65 - 2000 – 62 - 2001 – 69 - 2002 – 72 - 2003 – 69 | - 2004 – 72 - 2005 – 69 - 2006 – 67 - 2007 – 66 - 2008 – 69 - 2009 – 67 | - 2010 – 70 - 2011 – 70 - 2012 – 74 - 2019 – 56 |

 Datenquelle ab 1994: Thüringer Landesamt für Statistik

## Politik
Letzter Bürgermeister der Gemeinde ist Olaf Friedrich. Er und die sechs Gemeinderäte sind Vertreter der Feuerwehr.

## Söhne und Töchter des Ortes
- Gottfried Heinrich Dietzel (1827–1907), deutscher Gutsbesitzer und Politiker